# Parastenocaris inferna
Parastenocaris inferna is een eenoogkreeftjessoort uit de familie van de Parastenocarididae. De wetenschappelijke naam van de soort is voor het eerst geldig gepubliceerd in 1971 door Schminke.